# Hendrik van Boeijen

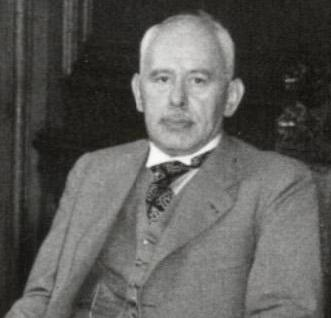
Hendrik van Boeijen

Hendrik van Boeijen (* 23. Mai 1889 in Putten; † 30. März 1947 in Soesterberg) war ein niederländischer Politiker.
1937 wurde van Boeijen, der der CHU angehörte, zum Innenminister im vierten Kabinett Colijn ernannt. Dieses Amt bekleidete er acht Jahre: von 1937 bis 1940 als regulärer Innenminister, dann von 1940 bis 1945 als Innenminister der nach London evakuierten niederländischen Exilregierung. Beeinträchtigt in seiner Arbeit während dieser Jahre wurde er durch seine Taubheit und seine schlechte Gesundheit.
Von den nationalsozialistischen Polizeiorganen wurde van Boeijen nach seiner Flucht nach Großbritannien 1940 auf die Sonderfahndungsliste G.B. gesetzt, ein Verzeichnis von Personen, die im Falle einer erfolgreichen deutschen Invasion Großbritanniens durch die Sonderkommandos der SS-Einsatzgruppen mit besonderer Priorität ausfindig gemacht und verhaftet werden sollten.

## Familie
Van Boejens Sohn Jaap amtierte von 1964 bis 1978 als Bürgermeister der Stadt Tholen und von 1978 bis 1992 als Bürgermeister der Stadt Harderwijk.